# Happy Xmas (War is Over)
„Happy Xmas (War Is Over)” este un cântec al lui John Lennon și Yoko Ono, difuzat ca single la 1 decembrie 1971 în Statele Unite ale Americii.